# IC 5110
IC 5110 هو اصطدام مجري، يقع في كوكبة الهندي.

## روابط خارجية
- IC 5110 على موقع ويكي سكاي: DSS2, SDSS, GALEX, IRAS, Hydrogen α, X-Ray, Astrophoto, Sky Map, Articles and images